# 萬古伊羅山
10°43′48″S 76°41′28″W / 10.73000°S 76.69111°W
萬古伊羅山（Wanquyru），是秘魯的山峰，位於該國中南部利馬大區，由奧永省的奧永區負責管轄，屬於安地斯山脈的一部分，海拔高度4,600米。